# واچلیا سیبریانا
واچلیا سیبریانا (نام علمی: Acacia amboensis) نام یک گونه از سرده آکاسیا است.